# طور شرق القوقاز
الطور القوقازي الشرقي أو الطور الداغستاني (الإسم العلمي:Capra caucasica cylindricornis)، هو نويع يتبع جنس الوعل من فصيلة البقريات. يعيش في النصف الشرقي من جبال القوقاز، ويستوطن في التضاريس الجبلية الوعرة.